# 9315 Weigel
9315 Weigel este un asteroid din centura principală de asteroizi.

## Descriere
9315 Weigel este un asteroid din centura principală de asteroizi. A fost descoperit pe 13 august 1988 la Tautenburg de Freimut Börngen. El prezintă o orbită caracterizată de o semiaxă mare de 2,38 ua, o excentricitate de 0,17 și o înclinație de 2,5° în raport cu ecliptica.